# Pepř růžový

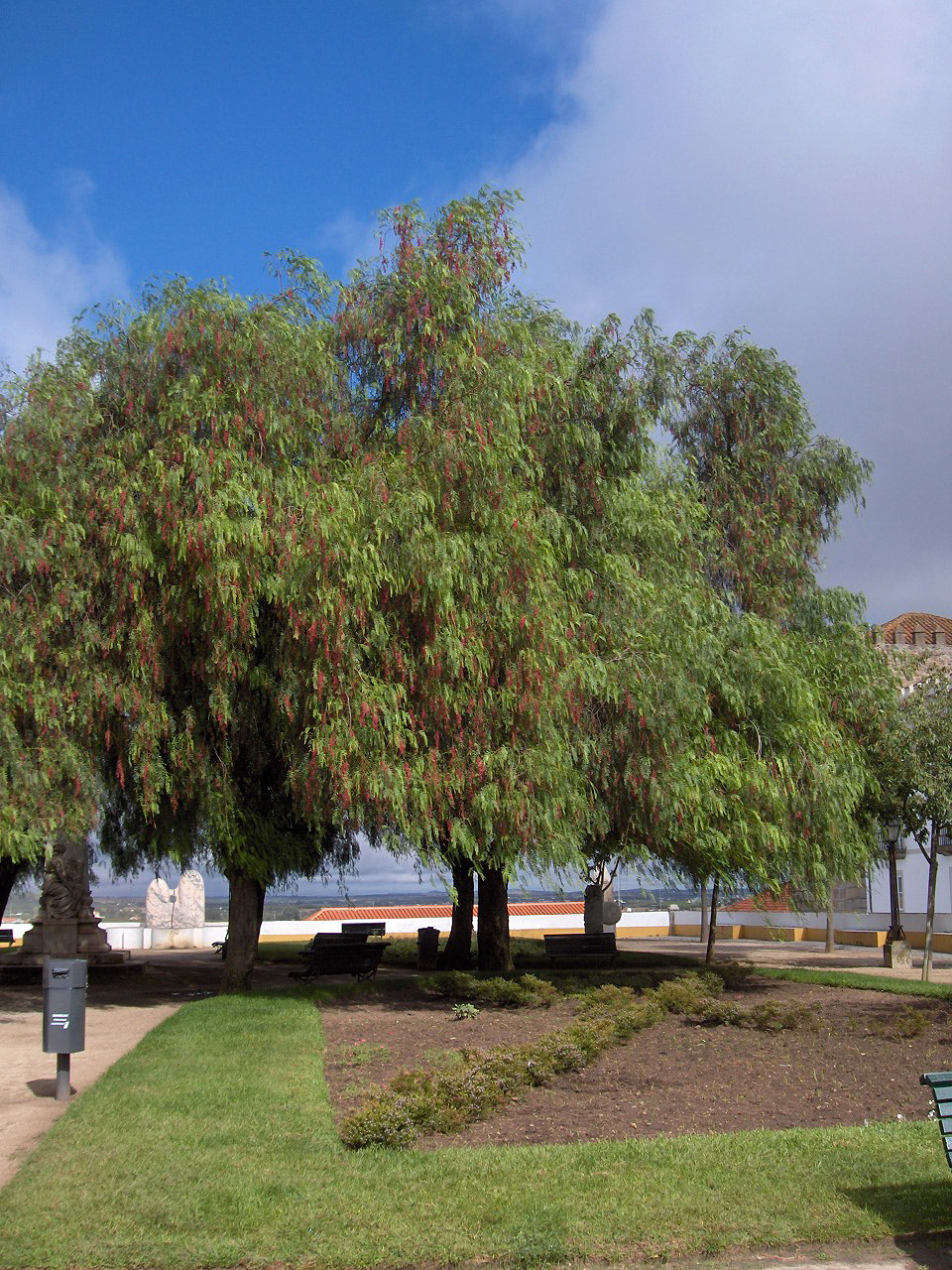
Pepřovec obecný (Schinus molle), zdroj růžového pepře

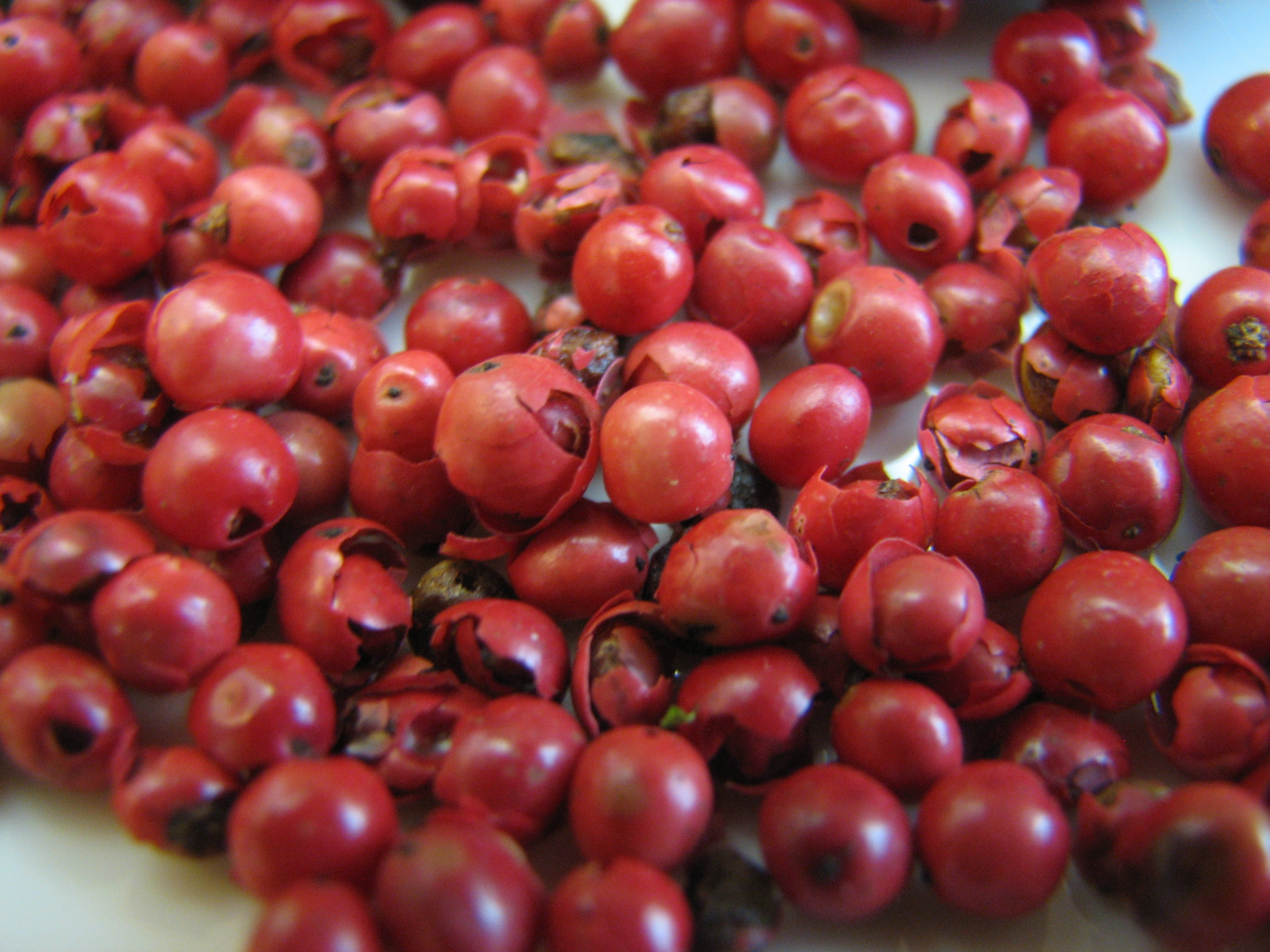
Plody pepřovce obecného

Pepř růžový jsou sušené červené plody pepřovce obecného neboli pirulu (Schinus molle L., také pepřovec peruánský). Používají se jako koření a v tradiční medicíně.
Pepřovec obecný je jedním z druhů pepřovce, stromu z čeledi ledvinovníkovité. Může být vysoký až 15 m. Pochází z Peruánských And, odkud se rozšířil do suchých subtropů po celém světě.
Plody, které mají palčivou chuť, se používají stejně jako pepř ke kořenění pokrmů. Aromatické části rostliny, zejména listy, jsou užívány v tradiční medicíně jako antibakteriální a antiseptický prostředek. V současné době se prokázaly i účinky antidepresivní, v lidovém léčitelství se používají například jako prostředek při bolesti zubů. V dřívějších dobách se používaly i jako dochucovadlo do tradičního alkoholického nápoje chicha.

## Zajímavosti
Při přípravě jídel se též setkáváme s barevným pepřem, což je směs pepře černého, bílého, zeleného a růžového. Bobule pepře růžového nebo i jiné části rostliny mohou být jedovaté pro některé živočichy, například drůbež nebo prasata; existují i případy zvracení a průjmů u dětí, které jej požily.